# Arrondissement di Périgueux
L'arrondissement di Périgueux è un arrondissement dipartimentale della Francia situato nel dipartimento della Dordogna, nella regione della Nuova Aquitania.

## Storia
Fu creato nel 1800 sulla base dei preesistenti distretti. Nel 1926 vi fu integrato l'arrondissement soppresso di Ribérac

## Composizione
L'arrondissement è composto da 196 comuni raggruppati in 18 cantoni:
- cantone di Brantôme
- cantone di Excideuil
- cantone di Hautefort
- cantone di Montagrier
- cantone di Montpon-Ménestérol
- cantone di Mussidan
- cantone di Neuvic
- cantone di Périgueux-Centre
- cantone di Périgueux-Nord-Est
- cantone di Périgueux-Ovest
- cantone di Ribérac
- cantone di Saint-Astier
- cantone di Saint-Aulaye
- cantone di Saint-Pierre-de-Chignac
- cantone di Savignac-les-Églises
- cantone di Thenon
- cantone di Vergt
- cantone di Verteillac